# Kikula (Czechy)
Kikula (cz. Velká Kykula; 811 m n.p.m.) – szczyt górski w Beskidzie Morawsko-Śląskim w Czechach, w pobliżu Koszarzysk.

## Warunki

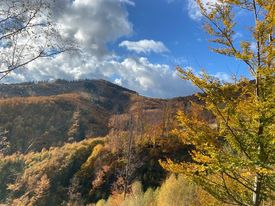
Kikula (widok ze Skalki)

Z rzadko porośniętego szczytu rozciąga się panorama na polskie Beskidy oraz w kierunku Koszarzysk i Milikowa.
Kikula znajduje się w pobliżu głównego szczytu Ostrego (1044 m n.p.m.), gdzie znajduje się schronisko (Chata Ostrý). Od południowego wschodu ogranicza ją dolina potoku Kopytná, natomiast od północnego zachodu tłoczą się dalsze mniejsze górki: Skalka (650 m n.p.m.), Žďár (741 m n.p.m.) i Malý Kozinec (650 m n.p.m.).
Góra porośnięta jest lasem bukowym, dla którego ochrony utworzono na wierzchołku rezerwat przyrody Čerňavina. Charakterystyczne są dla niego stare, rosochate okazy buków.

## Szlaki turystyczne
Nejbliższe szczyty to: Ostry (1044 m, 2,3 km), Skalka (649 m, 1,5 km) Žďár (748 m, 3,3 km), Velký Kozinec (752 m, 3,6 km), Plenisko (586 m, 4,2 km), Kamenitý (810m, 6,8km), Kozubová (982 m, 6,7 km)
Od szczytu prowadzą liczne trasy biegowe dla narciarzy oraz piesze szlaki turystyczne:
  → Ostry schronisko – 7 km.
  → Chata Kozinec – 3,6 km.
  → Kamenitý – 6,7 km.